# Osvaldo Santiago
Oswaldo Néri Santiago (Recife, 26 de maio de 1902 — Rio de Janeiro, 29 de agosto de 1976) foi um compositor e poeta brasileiro.

## Biografia
Nasceu no Arraial do Bom Jesus, bairro histórico do Recife, filho de Ubaldo Néri Santiago e Maria do Carmo Cavalcanti Santiago.
Estreou como poeta com o livro No reino azul das estrelas, e escreveu sua primeira letra de música para Nelson Ferreira, interpretada por Laís Areda na revista Mademoiselle Cinema, da Companhia Vicente Celestino, em 1923. No ano seguinte, fundou a revista Rua nova, editada até 1929.
Lançou seu segundo livro de poesias, Gritos do meu silêncio, em 1926. O êxito da publicação o estimulou a se mudar para o Rio de Janeiro, o que fez dois anos depois.
Em 1929, teve sua primeira composição gravada: Melodia de amor (música de Nelson Ferreira), lançada em disco Columbia por Alda Verona no que seria também o primeiro disco da cantora. A canção foi feita para o filme homônimo de Lupe Velez. Um ano depois, o seu Hino a João Pessoa (com Eduardo Souto), em homenagem ao líder político recém-assassinado, alcançou grande sucesso na voz de Francisco Alves. Isto aconteceu devido à "Revolução" de 1930, que levou ao poder partidários de João Pessoa, o qual fora elevado à condição de mártir do movimento.
Também em 1930, escreveu melodia para um letrista que pretendia se iniciar no meio fonográfico: Orestes Barbosa. Bangalô, o título da dita cançoneta, foi gravada por Alvinho na Victor.
Começou a colaborar com a imprensa carioca na mesma época, tendo uma seção, intitulada Broadcasting, na revista O Malho.
Em meados dos anos 30, iniciou uma parceria com Paulo Barbosa em composições que projetaram o então iniciante Carlos Galhardo: Cortina de veludo, Italiana (com José Maria de Abreu), Madame Pompadour, Lenda árabe, Salambô, Tapete persa e outras, todas com temas misteriosos e exóticos.
Em 1932, se casou com Heloísa de Miranda, com quem teve duas filhas.
Seu último grande sucesso foi o samba Eu não posso ver mulher (com Roberto Roberti), lançada em disco Columbia por Francisco Alves para o Carnaval, em 1941. No ano seguinte, foi um dos fundadores da União Brasileira dos Compositores (UBC), passando a se dedicar às questões referentes ao direito autoral, escrevendo três livros sobre este assunto: Aquarela do direito autoral (1946), elogiado por profissionais do assunto; Três acórdãos do supremo (1950), que reunia jurisprudência do Supremo Tribunal Federal sobre o direito autoral; e Proteção ao direito do autor no Brasil (1956). Também representou a UBC em outros países.
Fez muitas versões e, por vezes, usou o pseudônimo de Aldo Néri.
Morreu aos 74 anos, vítima de colapso cardíaco.

## Outros sucessos como compositor
- Balaio grande, com Dorival Caymmi, que a lançou (1943)
- Eu sei estar na Bahia, com Blecaute e José Maria de Abreu - Emilinha Borba (1949)
- Há um segredo em teus cabelos, com Gastão Lamounier - Sílvio Caldas (1935)
- Jóia falsa - Gastão Formenti (1936)
- Lig-lig-lé - Castro Barbosa (1937)
- Olá, seu Nicolau!, com Paulo Barbosa - Carlos Galhardo (1938)
- Pedro, Antônio e João, com Benedito Lacerda - Dalva de Oliveira (1939)
- Perfume de mulher bonita, com Georges Moran - Carlos Galhardo (1939)
- Por ti eu me rasgo todo, versão para o tango de Francisco Canaro - Orlando Silva (1939)
- Querido Adão, com Benedito Lacerda - Carmen Miranda (1935)
- Tirolesa, com Paulo Barbosa - Dircinha Batista (1938)
- Tudo cabe num beijo, com Carolina Cardoso de Menezes - Manuel Reis (1937)